# Сокрутовский сельсовет
Сокру́товский сельсове́т — муниципальное образование в составе Ахтубинского района Астраханской области, Российская Федерация. Административный центр — село Сокрутовка.

## Географическое положение
Муниципальное образование «Сокрутовский сельсовет» граничит с муниципальными образованиями «Село Пироговка» и «Золотухинский сельсовет», на северо-западе с муниципальным образованием «Енотаевский район». Граница начинается от точки пересечения границ муниципальных образований «Село Пироговка» и «Золотухинский сельсовет», идёт на северо-запад на протяжении 2,5 км, поворачивает на юго-запад через пески Шкили на протяжении 4,8 км. Далее граница следует на юго-запад на протяжении 5,5 км до линии электропередач, после на северо-запад на протяжении 2 км, вдоль линии электропередач до орошаемого участка «Богдинский», затем в юго-западном направлении на протяжении 4,3 км, огибая орошаемый участок «Богдинский» в юго-восточном направлении. Далее граница пролагается на юго-восток на протяжении 2,1 км вдоль автомобильной дороги Волгоград — Астрахань, после граница двигается на юго-запад на протяжении 10,5 км, пересекая автомобильную дорогу Волгоград — Астрахань, реку Ахтуба, до границы с муниципальным образованием «Енотаевский район». Далее граница идёт по границе с муниципальным образованием «Енотаевский район» на северо-запад на протяжении 3 км, затем на юго-запад на протяжении 7 км и далее в северо-западном направлении на протяжении 2,5 км. Затем граница следует на северо-восток на протяжении 8 км, далее граница двигается на северо-запад на протяжении 3,5 км по середине ерика «Холодный», затем на северо-восток на протяжении 4,8 км, огибает озеро Метейнино с юго-западной стороны и далее на северо-запад на протяжении 1,8 км до реки Ахтуба, далее на северо-восток на протяжении 13,3 км, пересекая пески Большие Болхунские и автомобильную дорогу Волгоград — Астрахань, далее на юго-восток на протяжении 21,6 км, пересекая железную дорогу Астрахань — Волгоград. Затем граница следует на юго-запад на протяжении 6,3 км и далее в северо-западном направлении на протяжении 4 км до первоначальной точки.
По климатическим условиям с. Сокрутовка находится в зоне с резко континентальным климатом, холодной и малоснежной зимой, непродолжительной засушливой весной и сухим жарким летом. Высокая температура воздуха и малое количество осадков создают условия, при которых необходимо искусственное орошение для возделывания всех видов сельскохозяйственных культур. Почвенный покров, сформировавшийся в условиях сухого климата, глубокого залегания грунтовых вод, представлен бурыми полупустынными, среднесуглинистыми почвенными разностями, незасоленными и засоленными слабой степени, с гумусовым горизонтом до 26 см.

## Объекты социальной сферы
На территории Сокрутовского сельсовета действуют участковый уполномоченный Ахтубинского РОВД, фельдшерско-акушерский пункт, дом культуры, средняя школа. Все учреждения находятся в селе Сокрутовка.

## Население
| 2010 | 2012 | 2013 | 2014 | 2015 | 2016 | 2017 |
| ---- | ---- | ---- | ---- | ---- | ---- | ---- |
| 870  | ↘854 | ↘839 | ↘826 | ↗841 | ↘821 | ↘815 |
| 2018 | 2019 | 2020 | 2021 |      |      |      |
| ↘813 | ↘797 | ↘775 | ↘486 |      |      |      |

## Состав
| № | Населённый пункт | Тип населённого пункта       | Население |
| - | ---------------- | ---------------------------- | --------- |
| 1 | Богдо            | посёлок                      | ↘44       |
| 2 | Сокрутовка       | село, административный центр | ↘826      |